# Vivre libre ou mourir
Pour les articles homonymes, voir Vivre libre ou mourir (homonymie).

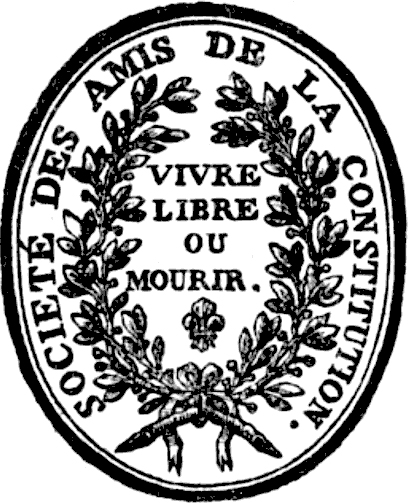
Vignette de la société des Amis de la Constitution (Club des jacobins) durant la période monarchique de la Révolution française

Vivre libre ou mourir est une devise de la Révolution française. Elle a notamment été la devise de la société des Amis de la Constitution, plus connue sous le nom de Club des jacobins et du bataillon des Filles-Saint-Thomas de la Garde nationale dès le mois de septembre 1789. Elle figure également en-tête du Journal d'État et du citoyen écrit et édité par Louise-Félicité de Kéralio en août 1789 dont le père est le commandant du bataillon des Filles-Saint-Thomas. Dans son célèbre ouvrage publié en 1791, Les crimes des reines de France depuis le commencement de la monarchie jusqu'à Marie-Antoinette, Louise-Félicité de Kéralio conclut par l'être qui a juré de vivre libre ou mourir, se joue de la colère des tyrans.
L'anecdote raconte qu'après la fuite de Varennes, dans le carrosse qui ramenait la famille royale à Paris, le Dauphin déchiffra la devise gravée sur les boutons du député Antoine Barnave. 

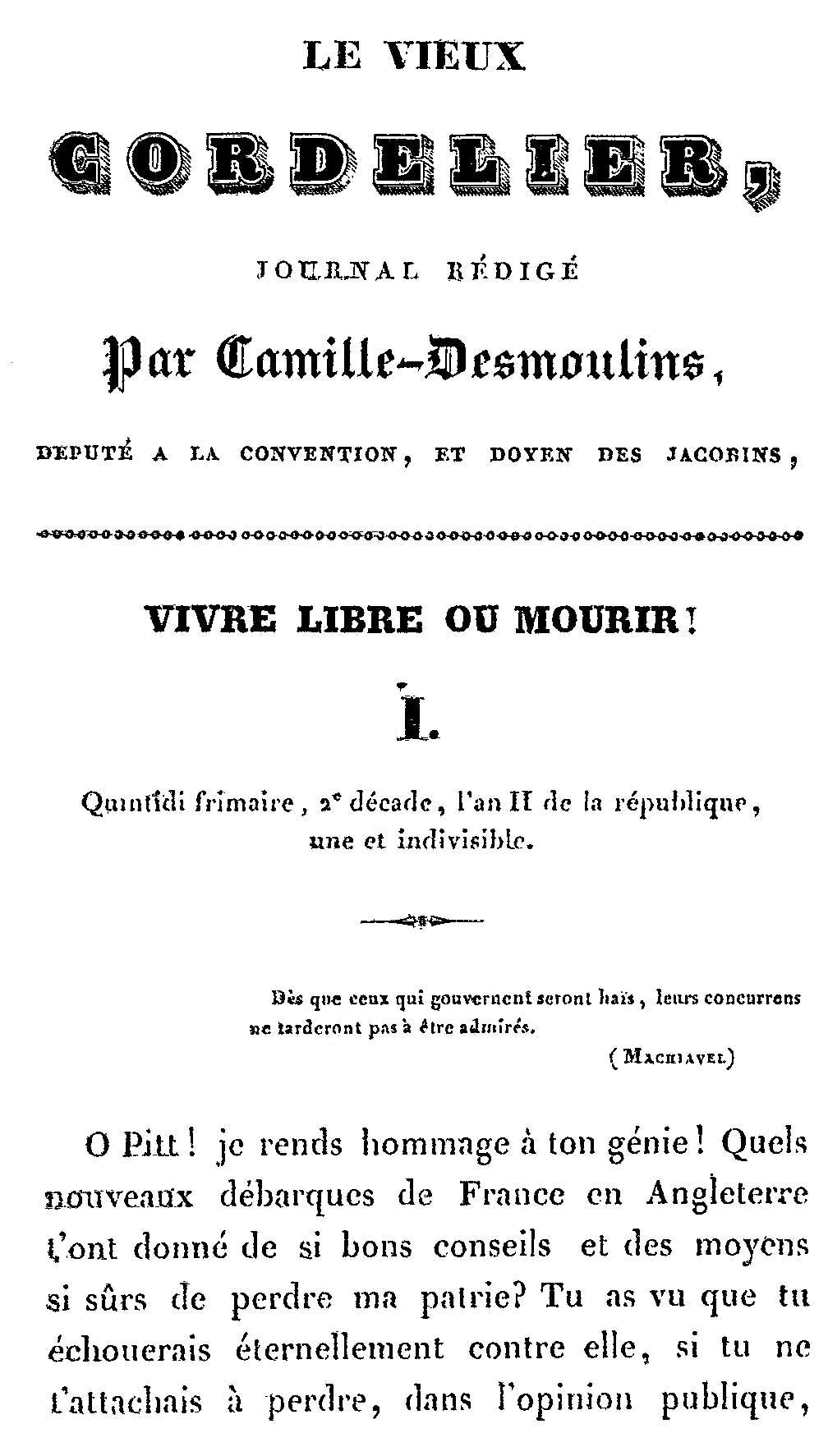

Elle est reprise par Camille Desmoulins pour son journal Le Vieux Cordelier en 1793-1794. 

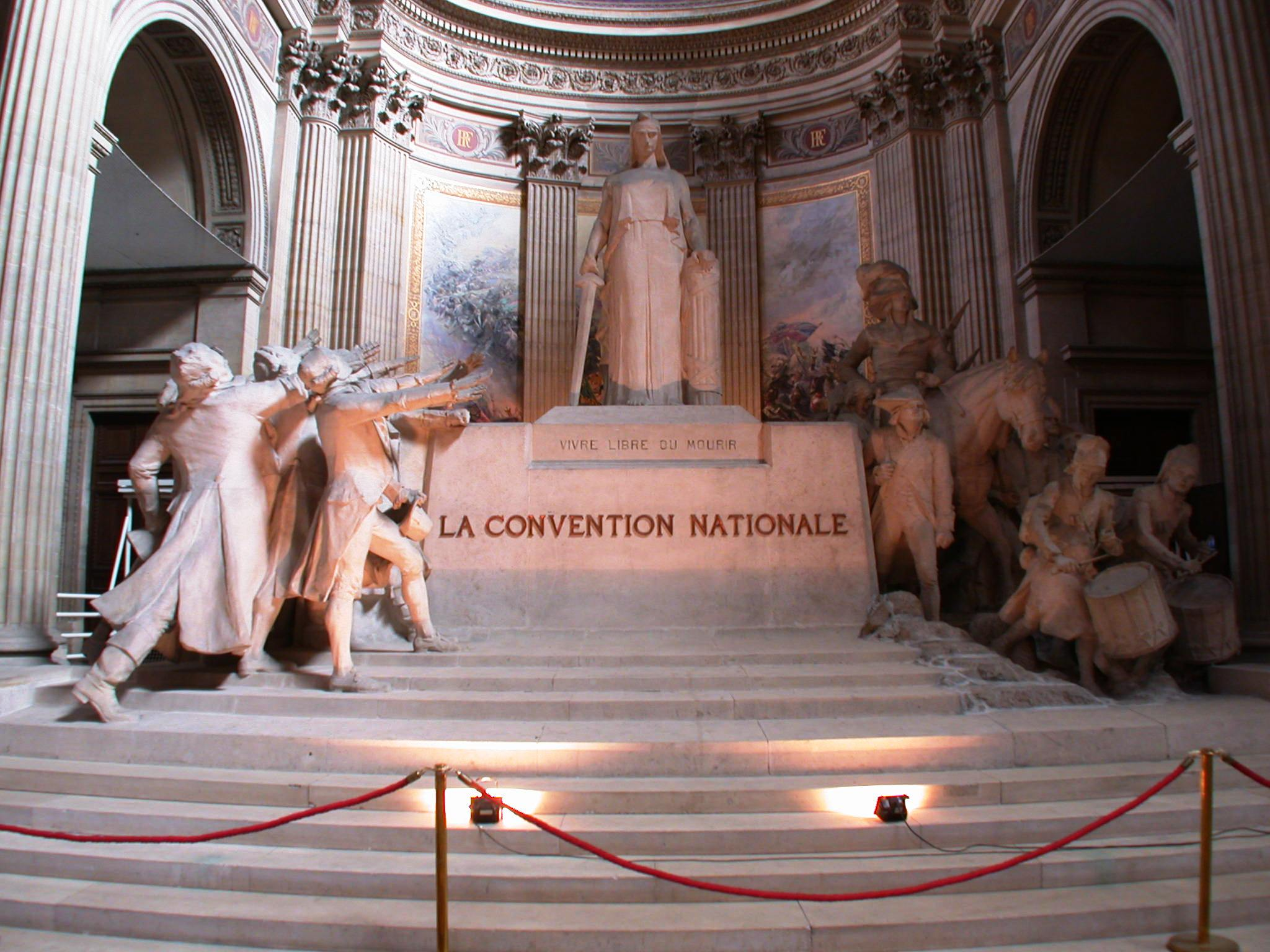
La devise Vivre libre ou mourir sur le monument central du Panthéon à Paris représentant la convention nationale.

Elle est gravée sur le monument central du Panthéon à Paris représentant la Convention nationale.
C'est également la devise officielle de l'État américain du New Hampshire ("Live Free or Die"), adoptée par l'État en 1945. 
La formule a été reprise par Louis Delgrès et ses compagnons, anti-esclavagistes, avant leur suicide à Matouba en Guadeloupe en 1802.
L'expression est aussi retrouvée dans un mot rédigé le 31 juillet 1809 par le Général John Stark, le plus célèbre soldat du New Hampshire de la guerre de la révolution Américaine. Sa mauvaise santé l’obligeant à décliner une invitation à une commémoration de la bataille de Bennington, il a envoyé son mot par lettre:
Live free or die: Death is not the worst of evils. (en français, "Vivre libre ou mourir : la Mort n'est pas le pire des maux")
Toutefois, la paternité de la devise peut être disputée à Stark, la réplique "We must be free or die" (en français, "Nous devons être libres ou mourir") est utilisée par le poète romantique anglais William Wordsworth, dans son poème "It is not to be Thought of", proche des républicains français et écrit pendant la Révolution française.
La devise a été adoptée en même temps que l'emblème du New Hampshire sur lequel il s'affiche.
Cette devise a ensuite vraisemblablement été reprise au cours de la guerre de 1870-1871. Elle figure notamment sur le monument aux Savoyards morts pour la France situé à Annecy en Haute-Savoie, au carrefour de l'avenue de Genève et de la rue de l'Intendance.
Enfin, cette devise a été celle des résistants du Maquis des Glières.
Au cours de l'hiver 1944, un groupe de résistants de l'Armée secrète formé de militaires et de maquisards et rejoint par des républicains espagnols puis par des FTP est monté sur le plateau des Glières pour réceptionner des parachutages d'armes et y est resté deux mois. C'est Alphonse Métral - qui, quelques années auparavant, passait tous les jours devant le monument aux morts de la guerre de 1870-1871 pour aller travailler -, qui suggère à Tom Morel, chef du Maquis des Glières, cette devise qui est aussitôt adoptée.
Cette devise est aussi le titre d'une chanson du groupe Bérurier noir.

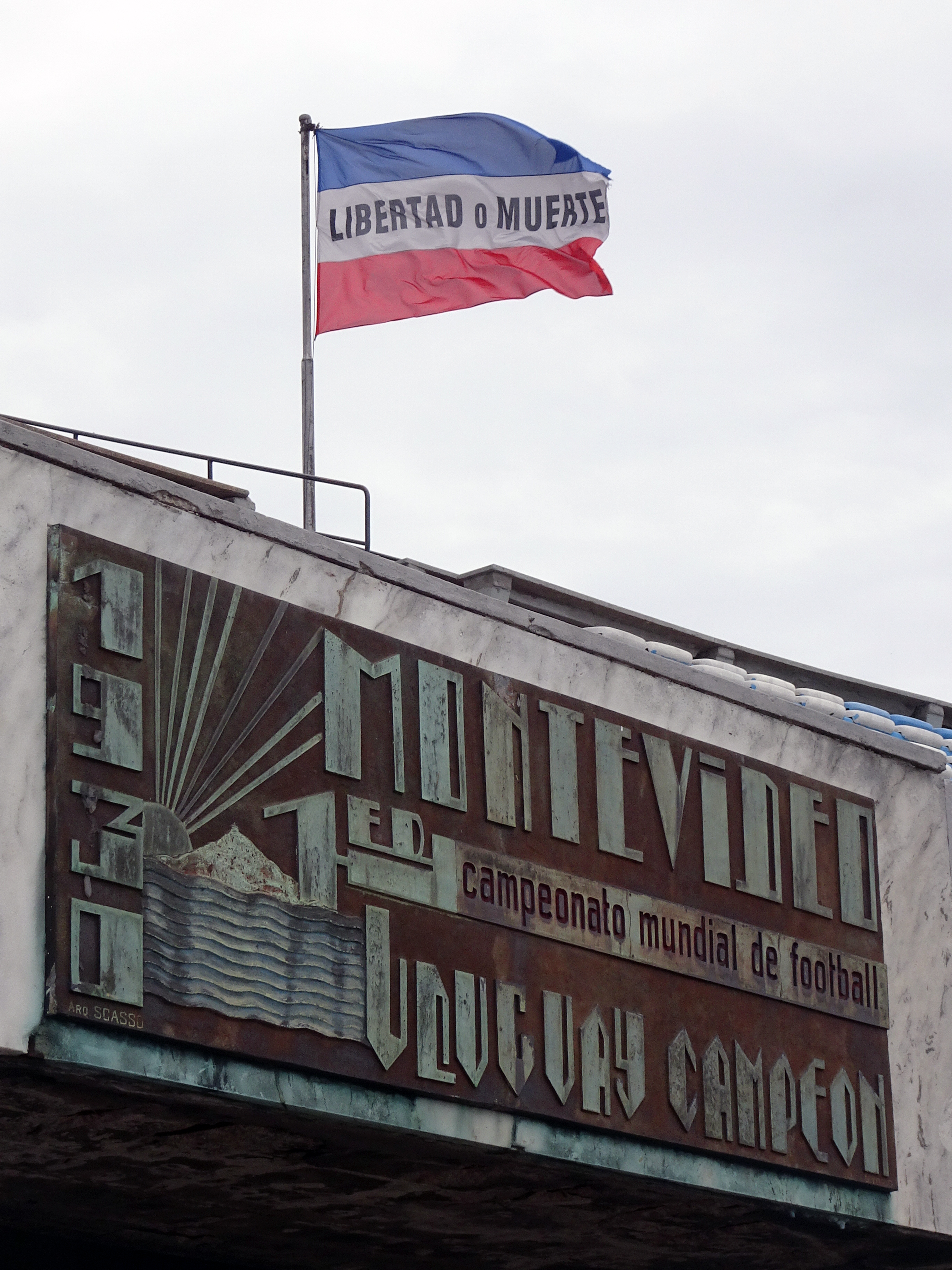
Le drapeau des Trente-Trois avec sa devise à le Stade Centenario de Montevideo.

C'est aussi la devise officielle de l'Uruguay. En 1825, elle a été adoptée par les « Trente-trois Orientaux », le groupe révolutionnaire qui a combattu pour l'indépendance du Brésil. Depuis 1952, la devise figure sur l'un des trois drapeaux officiels de l'Uruguay, le drapeau des Trente-Trois.